# 1840年代
| 千纪： | 2千纪                                                                                            |
| 世纪： | 18世纪 \| 19世纪 \| 20世纪                                                                       |
| 年代： | 1810年代 \| 1820年代 \| 1830年代 \| 1840年代 \| 1850年代 \| 1860年代 \| 1870年代                 |
| 年份： | 1840年 \| 1841年 \| 1842年 \| 1843年 \| 1844年 \| 1845年 \| 1846年 \| 1847年 \| 1848年 \| 1849年 |

## 大事记

### 政治與戰爭
- 1840年——懷唐伊條約簽訂。

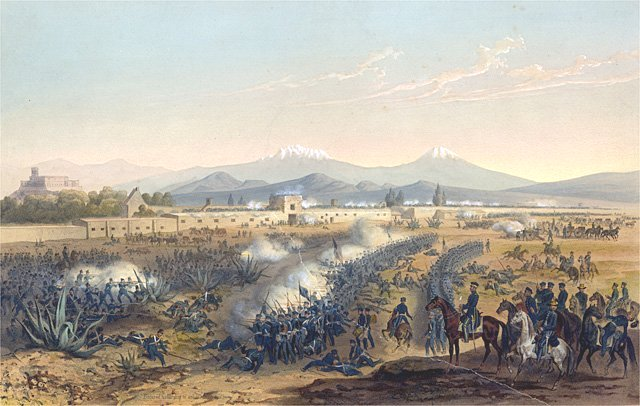
美墨戰爭

- 1840年-1842年——第一次鸦片战争。
- 1842年——南京條約簽訂，香港島正式割讓予英國。
- 1846年-1848年——美墨戰爭。
- 1848年——卡爾·馬克思和弗里得里希·恩格斯寫成共產黨宣言並出版。
- 1848年——1848年革命爆發。
- 1848年——塞內卡福爾斯會議。

### 科技
- 1844年——薩繆爾·摩斯由巴爾的摩發送的第一個電報到華盛頓。

### 經濟
- 歐洲發生多場飢荒，包括愛爾蘭大飢荒。
- 1840年——第一個郵票黑便士開始使用。
- 自從1848年，加州發現金礦，開始了淘金熱。

### 文化與娛樂
- 1840年——比利時人阿道夫·薩克斯發明了色士風。